# 子家文伯
子家析（？—？），中国春秋時期魯國政治人物，以其父公孫歸父的字為氏，成為公子家氏始祖，世稱子家文伯。其曾祖父魯莊公，祖父東門遂。父亲公孫歸父與季孙行父爭權失敗，逃往齊國。他得以繼續在魯國為大夫。他的儿子懿伯子家羈是魯昭公的重臣。
| 前任： 公孫歸父 | 魯國子家氏 前6世纪中期 | 繼任： 子家羈 |